# Заречье (Ковельский район)
Заре́чье (укр. Заріччя) — село в Ковельской городской общине Ковельского района Волынской области Украины.
Код КОАТУУ — 0722182805. Население по переписи 2001 года составляет 359 человек. Почтовый индекс — 45021. Телефонный код — 3352. Занимает площадь 172,6 км².